# Marceau Pivert
Pour les articles homonymes, voir Pivert (homonymie).
Marceau Pivert, né  le 2 octobre 1895 à Montmachoux (Seine-et-Marne) et mort le 3 juin 1958 à Paris, est un syndicaliste enseignant et un militant socialiste français.
Il est durant les années 1930 le dirigeant du principal courant révolutionnaire au sein de la SFIO, puis le fondateur du Parti socialiste ouvrier et paysan (PSOP) en 1938.

## Biographie

### Origines familiales et jeunesse
D'origine paysanne, les parents de Marceau Pivert sont de petits commerçants, puis tiennent une pension ouvrière à Nemours. Après des études secondaires à l'École primaire supérieure de Nemours, Marceau Pivert est admis à l'École normale d'instituteurs de la Seine en 1912.
Il est appelé le 19 décembre 1914 et envoyé sur le front en avril 1915. Gazé, il met plusieurs mois à se rétablir. Il est réformé (avec une invalidité de 60 %) en 1917. Il est alors nommé instituteur à Montrouge.

### Études supérieures et carrière
En 1919, il réussit le concours de l'ENS de Saint-Cloud (section Sciences) ; durant ses études de mathématiques et de physique, il fréquente aussi les cours de philosophie de Camille Mélinand et passe  plusieurs certificats de licence de philosophie à la Sorbonne, puis fait un diplôme d'études supérieures (Les Théories économiques et sociales de Constantin Pecqueur). En 1921, il entre dans le corps de « professeur des enseignement primaire supérieur et des Écoles normales d'instituteurs » et est nommé à Sens, où il se heurte au grand homme politique de l'Yonne, Pierre-Étienne Flandin.
À la fin des années 1920, il enseigne dans plusieurs établissements de Paris ou des alentours (Rambouillet, Suresnes), tout en résidant dans le XVe arrondissement de Paris.
En 1929, il réussit le concours de l'Inspection primaire, mais ne prend pas de poste correspondant, préférant rester enseignant. Révoqué en 1939, il est nommé à son retour en France en 1946 au collège Jean-Baptiste Say à Paris, où il reste jusqu'à sa retraite en 1955.
Selon le témoignage de Lucien Weitz, son élève, puis militant pivertiste, Marceau Pivert avait une véritable vocation de professeur.

### Militant syndical et politique socialiste
Membre actif du Syndicat national des instituteurs (SNI), alors membre de la CGT, il est élu au bureau national en 1931. Il défend ardemment le principe de « l'école unique », la fin de la distinction entre la filière « primaire » (école communale, EPS, brevet supérieur) et la filière « secondaire » (petites classes, lycée, baccalauréat) à cette époque séparées par une barrière très difficile à franchir. Il a aussi toujours été un militant laïque convaincu.

### La SFIO
Il adhère à la Section française de l'Internationale ouvrière (SFIO) — séparée du Parti communiste depuis 1920 — en 1924, alors qu'il est encore dans l'Yonne, dont la grande figure socialiste avait été Gustave Hervé.
À Paris, il devient rapidement le leader reconnu de la section socialiste du XVe arrondissement et entre dans la direction de la Fédération de la Seine. Il rejoint la tendance animée par Jean Zyromski, « Bataille socialiste » (BS), courant marxiste dans la tradition du guesdisme, qui domine cette fédération.
Après les émeutes du 6 février 1934 se pose la question de la lutte contre la menace fasciste de l'intérieur (qui s'ajoute à la menace extérieure). Un désaccord notable apparaît entre Jean Zyromski et Marceau Pivert, qui veulent tous deux combattre le fascisme : 
- le premier entérine l'alliance extérieure entre la France et l'Union soviétique (pacte de 1935) et à l'intérieur, la version non révolutionnaire du Front populaire, une alliance avec le Parti communiste français et les radicaux ;
- Pivert s'en tient à une ligne fondée sur la lutte des classes, un Front populaire de combat, c'est-à-dire une alliance à la base des militants socialistes et communistes. Dans cette optique, il crée les « Toujours prêts pour servir » (TPPS), organe « d'autodéfense active » destiné à lutter contre les groupes d'extrême droite par une stratégie de contre-offensive sur le terrain[6].

Lors du Congrès de Mulhouse de la SFIO (1935), Jean Zyromski fait voter le courant Bataille socialiste (BS) avec la majorité du parti. Marceau Pivert décide alors de quitter BS pour fonder son propre courant, la "Gauche révolutionnaire".

### La tendance «Gauche révolutionnaire» (1935-1938)

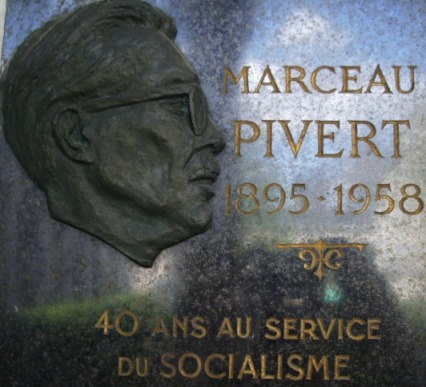
Plaque funéraire de Marceau Pivert.

La tendance « Gauche révolutionnaire » (GR) est créée en septembre 1935, regroupant des militants venus de Bataille Socialiste (BS), mais aussi d'autres horizons (groupe Spartacus, ex-communistes comme Lucien Hérard). La Gauche Révolutionnaire  est proche sur le plan international du groupe appelé Bureau de Londres, sans en être membre, puisqu'elle fait partie de l'Internationale ouvrière socialiste.
Au congrès national de la SFIO des 1er février 1936 et 2 février 1936, la Gauche Révolutionnaire obtient 11 % des mandats. Marceau Pivert dénonce la stratégie électorale de Front Populaire, réunissant SFIO, PCF et parti radical, selon lui « une mésalliance sur le plan parlementaire et électoraliste du radicalisme bourgeois et du stalinisme, mésalliance à laquelle la SFIO s'est trop aisément prêtée » et en appelle à un Front populaire fondé sur le combat social et les organisations ouvrières, le premier risquant de rendre le second impossible.
Au conseil national de la SFIO du 10 mai, la Gauche Révolutionnaire renouvelle sa proposition de « gouvernement d'unité prolétarienne » avec le PCF, ne concédant aux radicaux qu'une participation minoritaire, et propose un programme plus audacieux que l'accord de Front populaire : réduction du temps de travail à 40 heures, vote des femmes, etc. Mais, après un débat interne, la Gauche Révolutionnaire vote tout de même la résolution majoritaire.
La victoire du Front populaire et le gouvernement Léon Blum (4 juin 1936-21 juin 1937)
En 1936, à la suite de la victoire du Front Populaire et des grèves spontanées qui en découlent, il exhorte Léon Blum, président du Conseil, à rompre avec le capitalisme, ce que Blum refuse. Pivert écrit alors le célèbre article, publié le 27 mai 1936, « Tout est possible » - y compris une « révolution sociale » dans lequel il écrit : « les masses ne se contenteront pas d'une modeste tasse de guimauve portée à pas feutrés au chevet de la mère malade ». Cet article a un grand retentissement. Mais le Parti communiste répond dans L'Humanité par un article de Marcel Gitton, à l'époque numéro 3 du parti : « Tout n'est pas possible ».
Lorsque Blum devient effectivement chef du gouvernement (début juin 1936), il appelle Pivert au secrétariat de la Présidence du conseil, comme chargé de la presse, de la radio et du cinéma. Il accepte, malgré les réticences de la Gauche Révolutionnaire. Même si la droite le qualifie de « dictateur des ondes », il refuse d'intervenir pour peser sur les contenus radiophoniques et considère sa tâche comme « strictement technique ». Si des journalistes de gauche comme le radical Pierre Paraf ou le socialiste Pierre Brossolette s'expriment à la radio, ce n'est pas par son intervention.
Un problème se pose à partir de juillet 1936, avec la rébellion franquiste en Espagne ; Blum qui n'envisage pas d'envoyer des troupes en Espagne, mais d'aider le gouvernement espagnol, est contraint par la droite, les radicaux et la Grande-Bretagne à s'interdire toute aide (« non intervention ») mais laisse néanmoins passer des armes et des avions. La majorité de la Gauche Revolutionnaire est contre cette attitude ambigüe, Marceau Pivert évolue à son tour en direction de l'intervention. Par la suite, il participe au soutien politique à l'Espagne (Comité socialiste pour l'Espagne).
Le conflit entre la Gauche révolutionnaire et la majorité du Front Populaire
Déçu par la politique de Blum (discours de la « pause »), Pivert rompt avec lui en janvier 1937, quittant ses fonctions à la Présidence du conseil avec une lettre où il écrit : « Je n'accepte pas de capituler devant le capitalisme et les banques ». Puis une crise assez grave se produit à la suite de l'affaire de Clichy (16 mars), quand une militante de la Gauche révolutionnaire est tuée par la police au cours d'une manifestation contre une réunion privée du Parti social français (PSF, extrême-droite). Le 18 avril 1937, le Parti socialiste-SFIO prononce la dissolution de la tendance Gauche révolutionnaire et de sa revue homonyme (qui prend alors le nom de Cahiers rouges).
Le 25 janvier 1938, Marceau Pivert est cependant élu secrétaire général de la Fédération de la Seine de la SFIO. Le 12 mars 1938, lors du Conseil national, il s'oppose à la proposition Blum de former un gouvernement d'union nationale ; sa motion est soutenue par 1700 voix contre 6600. Il lance alors un tract aux Fédérations : « Alerte, le Parti est en danger ». Le 6 avril 1938, lorsque le gouvernement Blum (finalement socialiste à 100 %) est renversé par le Sénat, il appelle à une manifestation au palais du Luxembourg, manifestation qui a lieu malgré une interdiction du gouvernement.
Le 11 avril 1938, la Commission des conflits interdit pour trois ans toute délégation à Marceau Pivert ; le 12 avril, la CAP (Commission administrative permanente) dissout la Fédération de la Seine. Au congrès national de la SFIO de juin 1938, le pivertisme est représenté par Lucien Hérard dont la motion obtient 1 400 voix contre 1 700 à Bataille socialiste et 4 800 à la majorité.
Marceau Pivert décide alors de quitter la SFIO et de créer un nouveau parti, le Parti socialiste ouvrier et paysan (PSOP).
En parallèle, il reste un observateur vigilant des luttes sociales, comme dans son article de janvier 1938 « Que s’est-il passé aux usines Goodrich ? », où 2 000 salariés travaillent dans le secteur du caoutchouc, analysant la situation de ces ouvriers de Colombes, en banlieue parisienne. Alors que les ouvriers occupent l'usine le 15 décembre 1937, appuyés par la section syndicale locale et par la Fédération des produits chimiques de la CGT, il écrit que « les ouvriers ont raison à 100 % ».

### Le Parti socialiste ouvrier et paysan (PSOP)
Le Parti socialiste ouvrier et paysan a du mal à trouver sa place entre la SFIO réformiste et le Parti communiste qui suit la ligne, à l'époque modérée, de Staline. De fait, sa ligne est assez floue : entre marxisme anti-autoritaire et réformisme radical. Pivert s'affirme partisan des Accords de Munich par pacifisme intégral et révolutionnaire. En 1940, le PSOP est dissous par le gouvernement de Pétain.
Marceau Pivert s'exile au Mexique dès 1940 et appelle à la résistance. Il milite notamment avec Victor Serge et Julián Gorkin et se met en lien avec le mouvement de Résistance intérieure L'Insurgé, créé en 1940 à Lyon par des militants du PSOP.

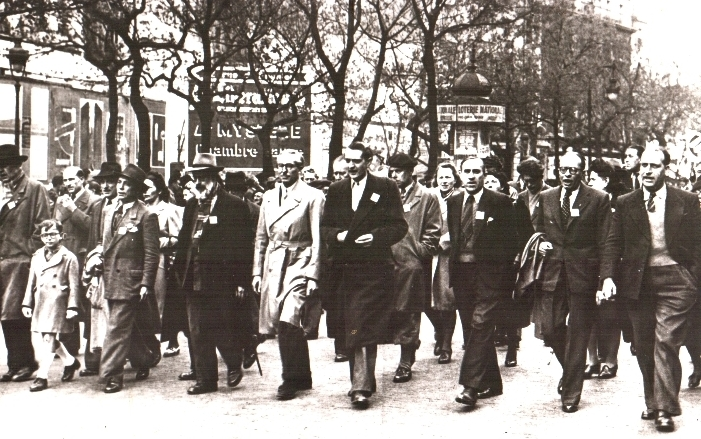
Marceau Pivert et Georges Dardel défilent, ca 1950.

Il revient en France à la Libération ; le PSOP se divise alors : Pivert et la majorité des militants reviennent à la SFIO, d'autres rejoignent le PCF, sorti grandi et auréolé de son rôle dans la Résistance.

### L'après-guerre
La SFIO autorise sa réintégration au sein du parti, Marceau Pivert rentre donc en France au début de l'année 1946. 
Au sein de la SFIO, ses positions sont alors plus modérées ; son audience s'est réduite, mais il est néanmoins régulièrement réélu au comité directeur. Il soutient Guy Mollet lorsque celui-ci prend la tête du parti au congrès de Paris de 1946. Il reprend ses activités à la commission de propagande et prend la direction de la fédération socialiste de Paris.  
En février 1947, Marceau Pivert, associé notamment à Henri Frenay et Claude Bourdet, participe à la création du « Mouvement pour les États-Unis socialistes d'Europe » (MEUSE), une initiative de courants internes de la gauche de la SFIO.
En 1950, il crée la revue Correspondance Socialiste Internationale, qu'il dirige jusqu'à sa mort.
Peu avant sa mort, il prend parti pour l'indépendance de l'Algérie, à l'encontre de la majorité de la SFIO.
Sa mort intervient au moment du retour du général de Gaulle au pouvoir, avec le soutien de Guy Mollet et de la SFIO. Selon certains témoignages[réf. nécessaire], il aurait probablement adhéré au Parti socialiste autonome (PSA) de Depreux, Savary et Verdier, créé peu après.
Ses cendres sont déposées au Colombarium du Père-Lachaise, dans la case 624, division 87. Germaine, son épouse, décède en 1975.

## Ouvrages
- L'Église et l'école, perspectives prolétariennes, Editions Figuière, 1932 (réédition : Demopolis, 2010)
- Action directe contre la guerre et le fascisme, Éditions Spartacus, 1937
- La Révolution avant la guerre, Éditions Nouveau Prométhée, 1938
- Rupture nécessaire, Editions du PSOP, 1938 (collaboration avec Madeleine et Lucien Hérard)
- Signification internationale de la bataille laïque, 1955

En espagnol
- La G.P.U. prepara un nuevo crimen, Mexico, Edición de Analisis, 1942 (avec Victor Serge, Julián Gorkin et Gustavo Regler).